# ゴルゴー
ゴルゴー（希：Γοργώ、ラテン文字転記Gorgo、紀元前510年頃 - ?）またはゴルゴは、スパルタ王クレオメネス1世の娘であり、クレオメネスの弟レオニダス1世の后である。
ゴルゴーはクレオメネスの異母弟で彼女にとって叔父にあたるレオニダス1世と結婚し、クレオメネスに他の子供が居なかったのでレオニダスが王位を継いだ。叔父と姪の結婚は当時は珍しくなかった。彼女は気が強く、賢女であったとヘロドトスなどによって伝えられている。戦死を覚悟して赴いたテルモピュライの戦い（紀元前480年）の前にレオニダスが｢よき夫と結婚し、よき子供を生め｣と言い残したといわれているが、その後のことはわかっていない。

## エピソード
- ペルシアに対して反乱を企てたミレトス僭主アリスタゴラスがスパルタを訪れ、クレオメネスに大金を出して援軍を求めようとしたが、まだ少女だったゴルゴーが父親に「この外国人に買収され、ダメになってしまいます」と諌めた。後にミレトスを中心にイオニアの反乱が起こったが大敗した。
- 帰ろうとするアリスタゴラスが奴隷に靴を履かせてもらっていたのを見て、「この人には手がないの?」と言った。
- 酒を美味しくする方法を教えてくれた男にクレオメネスが褒美を与えようとしたが、ゴルゴーは「酒飲みが増え、堕落する人が多くなりますね」と言った。
- ペルシアから密使が来たが、持っていた書板には何も書かれておらず、みんなが考え込んでいた。ゴルゴーが「書板の蝋を削り取ってみなさい」と言うのでその通りにすると、蝋の下にペルシア軍が出発することが書かれていた。
- 「スパルタ女は男を支配しているのでは?」という問いに「私たちだけが勇敢な男を生めるから」と答えた。
- 外国人がやさしい声でゴルゴーを口説いたが、「スパルタに女役は要りません」ときっぱり断わった。（プルタルコス伝）